# Нерчинская епархия
Не́рчинская епа́рхия — епархия Русской православной церкви, объединяющая приходы в восточной части Забайкальского края (в границах Агинского, Александрово-Заводского, Балейского, Борзинского, Газимуро-Заводского, Дульдургинского, Забайкальского, Калганского, Каларского, Карымского, Краснокаменского, Могойтуйского, Могочинского, Нерчинского, Нерчинско-Заводского, Оловяннинского, Ононского, Приаргунского, Сретенского, Тунгиро-Олекминского, Тунгокоченского, Чернышевского, Шелопугинского и Шилкинского районов). Входит в состав Забайкальской митрополии.

## История
Территория современной епархии начала осваиваться православными христианами (в основном сибирскими казаками) после присоединения к Русскому государству в XVII веке, тогда территория Забайкалья была включена в состав единственной на всю Сибирь — Сибирско-Тобольской митрополии, учреждённой в сентябре 1620 года.
В декабре 1706 года учреждается викариатство Тобольской митрополии с титулованием викарного епископа Иркутский и Нерчинский. И первым Иркутско-Нерчинским викарием Тобольской митрополии был епископ Варлаам (Коссовский).
А с 1727 года учреждается самостоятельная Иркутско-Нерчинская епархия, и первым епархиальным архиереем Иркутским и Нерчинским стал святитель Иннокентий (Кульчицкий). Титулование епископов Иркутский и Нерчинский использовалось вплоть до 1894 года. С 1862 года эта епархиальная территория числилась в составе Селенгинского викариатства Иркутско-Нерчинской епархии на территории которого действовала Забайкальская духовная миссия, пребывавшая в Посольском Спасо-Преображенском монастыре, и имевшая обособленную организацию и средства из казны.
12 марта 1894 года император Александр III утвердил решение Святейшего Синода об образовании самостоятельной Забайкальской епархии с кафедрой в городе Чите, которая затем была переименована в Читинскую епархию.
25 декабря 2014 года решением Священного Синода Русской Православной Церкви (журнал № 121) данная территория была выделена из состава Читинской епархии и образована самостоятельная Нерчинская епархия. Одновременно с образованием Нерчинской епархии она была включена в состав новоучреждённой Забайкальской митрополии. Правящему архиерею Синод постановил иметь титул «Нерчинский и Краснокаменский».

## Архиереи
- 25 декабря 2014 — 22 февраля 2015, в/у — Владимир (Самохин), митрополит Читинский;
- 22 февраля 2015 — 27 декабря 2016 — Димитрий (Елисеев);
- 27 декабря 2016 — 18 июня 2017, в/у — Димитрий (Елисеев), митрополит Читинский;
- 18 июня 2017 — 4 апреля 2019 — Аксий (Лобов);
- 4 апреля 2019 — 12 июля 2024, в/у — Димитрий (Елисеев), митрополит Читинский;
- с 12 июля 2024 — Макарий (Муминов).

## Современное состояние

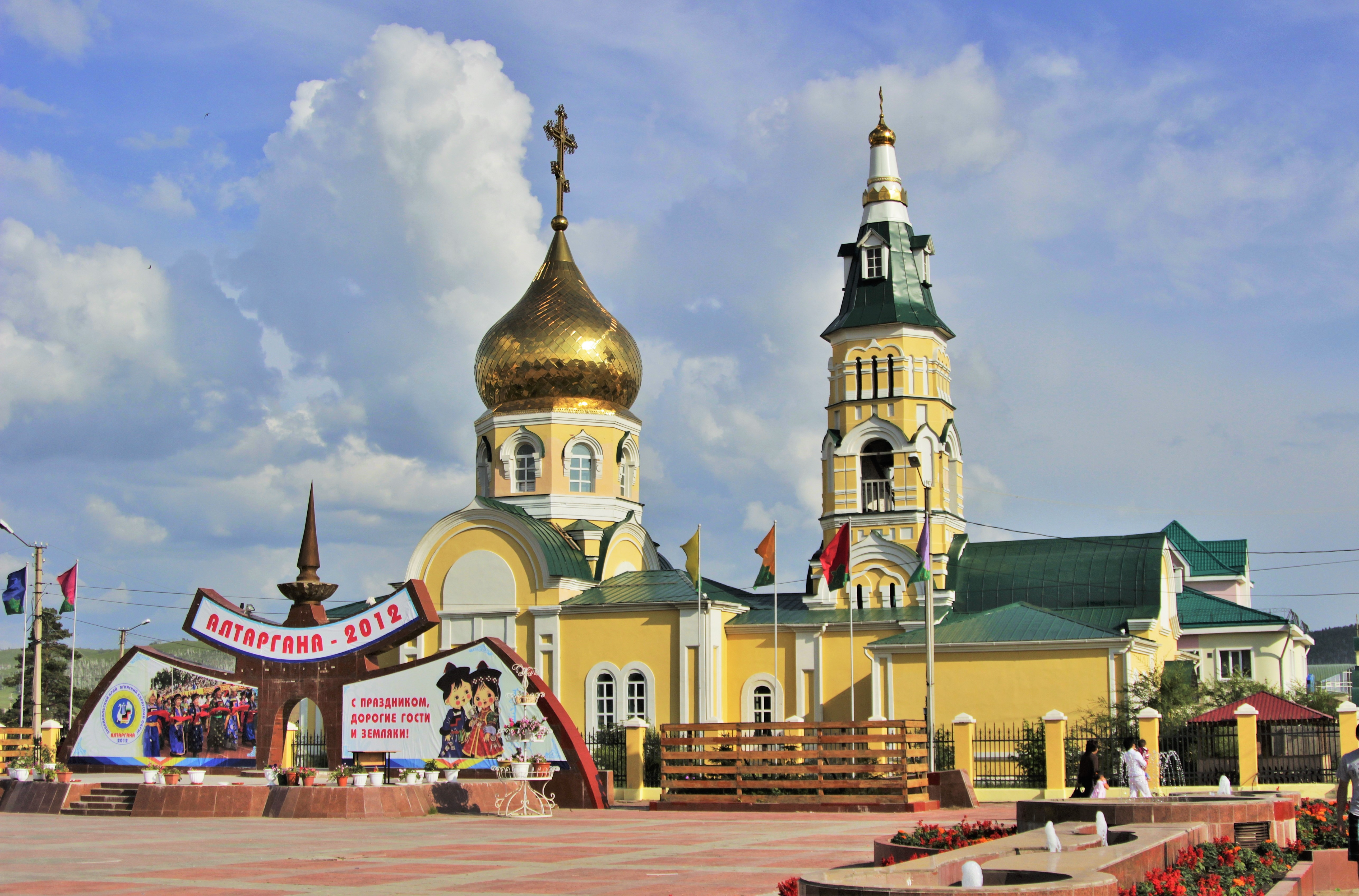
Свято-Никольский храм в пгт. Агинское (июль 2012).

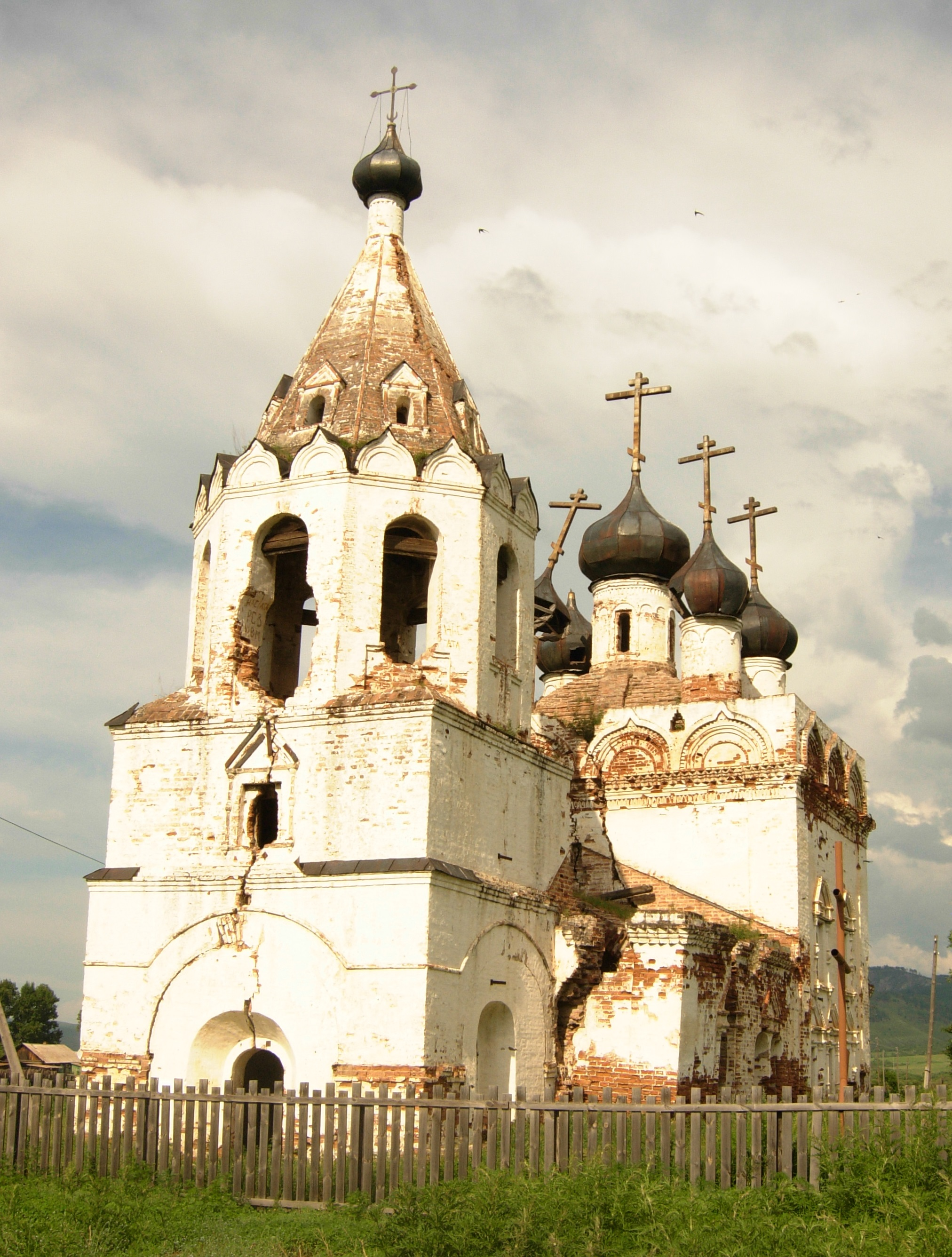
Успенская церковь в с. Калинино — соборный храм бывшего Нерчинского Успенского мужского монастыря (1712 г. постройки).

Кафедральный центр епархии находится в городе Нерчинске (с населением около 15 тыс. человек), а вторым по значимости епархиальным городом является Краснокаменск (с населением около 53 тыс. человек). Кафедральным собором епархии является Воскресенский кафедральный собор города Нерчинска.
Среди проживающих на территории епархии бурятов широко распространён буддизм и шаманизм, а некоторые русские — последователи старообрядчества.
По состоянию на конец 2017 года в состав епархии входят 4 действующих благочиния, которые объединяют 85 приходов — включая часовни, молитвенные комнаты и строящиеся храмы, из которых 44 являются действующими храмами с престолами.
24 июня 2017 года в город Нерчинск на кафедру возглавляемой им Нерчинской епархии прибыл новый епископ Аксий (Лобов).

## Благочиния
Епархия разделена на 4 церковных округа (по состоянию на октябрь 2022 года):
- Агинское благочиние
- Краснокаменское благочиние
- Нерчинское благочиние
- Чернышевское благочиние

## Монастыри
Действующих монастырей на территории епархии нет.
Упразднённые
- Нерчинский Успенский монастырь (мужской; село Калинино, Нерчинский район)[4].